# L'improbabile storia di Peabody
L'improbabile storia di Peabody (Peabody's Improbable History) è un cartone animato creato da Ted Key e prodotto da Jay Ward Productions, all'interno di Rocky e Bullwinkle.

## Personaggi principali
- Peabody il cane
- Sherman
- Penny

## Episodi
1. Napoleon
2. Lord Nelson
3. Wyatt Earp
4. King Arthur
5. Franz Schubert
6. Lucretia Borgia
7. Robert Fulton
8. Annie Oakley
9. Jesse James
10. The Wright Brothers
11. Sir Walter Raleigh
12. George Armstrong
13. Custer
14. Alfred Nobel
15. Marco Polo
16. Richard The Lion Hearted
17. Don Juan
18. William Tecumseh Sherman
19. First Kentucky Derby
20. P. T. Barnum
21. Stanley And Livingstone
22. Louis Pasteur
23. Robin Hood
24. Robinson Crusoe
25. Ponce De Leon
26. John L. Sullivan
27. Leonardo Da Vinci
28. Paul Revere Confucius
29. Nero
30. Francis Scott Key
31. Captain Matthew
32. Clift Balboa
33. Peter Cooper
34. The Battle Of Bunker Hill
35. The Pony Express
36. Stephen Decatur
37. Alexander Graham Bell
38. Commander Peary
39. Pancho Villa
40. Lord Francis Douglas
41. Sitting Bull
42. Christopher Columbus
43. The French Foreign Legion
44. Guglielmo Marconi
45. Scotland Yard
46. John Holland
47. Louis XVI
48. Francisco Pizzaro
49. Daniel Boone
50. Jesse James
51. Shakespeare
52. Zebulon Pike
53. The First Golf Match
54. William Tell
55. James Whistler
56. Ferdinand Magellan
57. Sir Isaac Newton
58. Kit Carson
59. The First Caveman
60. Johann Gutenberg
61. Buffalo Bill
62. Hans Christian Oersted
63. Leif Ericcson
64. John Sutter
65. Ludwig Van Beethoven
66. Calamity Jane
67. The Surrender Of Cornwallis
68. The First Indian Nickel
69. Jules Verne
70. Casanova
71. Lawrence Of Arabia
72. Bonnie Prince Charlie
73. Reuter Geronimo
74. The Great Wall Of China
75. The Marquis Of Queensbury
76. Jim Bowie
77. Edgar Allan Poe
78. Charge Of The Light Brigade
79. The Royal Mounted Police
80. The First Bullfight
81. The Building Of The Great Pyramid
82. James Aubudon
83. Mata Hari
84. Galileo
85. Wellington At Waterloo
86. Florence Nigtingale
87. Henry The Eighth
88. The First Indianapolis Auto Race
89. Captain Kidd
90. The Texas Rangers
91. Cleopatra

## Adattamento cinematografico
Nel 2014 viene distribuito un film d'animazione basato sulla serie animata dal titolo Mr. Peabody e Sherman.